# Дэй, Фелиция
Кэтрин Фелиция Дэй (англ. Kathryn Felicia Day, род. 28 июня 1979) — американская актриса, известная по ролям в сериалах «Сверхъестественное», «Баффи — истребительница вампиров», фильме «Добейся успеха вновь» и веб-мюзикле «Музыкальный блог Доктора Ужасного». Рост 160 см. Дэй также является актрисой, автором сценария и продюсером веб-сериала «Гильдия». Является членом Совета директоров Международной академии интернет-телевидения.

## Биография
Дэй начала свою актёрскую карьеру в возрасте 7 лет, когда сыграла роль Скаут в местной постановке по роману «Убить пересмешника». Она изучала оперное пение и балет, профессионально выступала на концертах и конкурсах по всей стране. После окончания института, Дэй переехала в Лос-Анджелес, чтобы продолжить актёрскую карьеру. Она сыграла несколько ролей в различных короткометражных и независимых фильмах, а также рекламных роликах и телевизионных шоу. Эти работы не остались незамеченными, вскоре Дэй получила более крупные роли в телесериале «Баффи — истребительница вампиров» и фильме «Добейся успеха вновь».
Дэй является актрисой, автором сценария и продюсером сериала «Гильдия», четвёртый сезон которого начался в июле 2010 года. Первый сезон, размещенный на YouTube, посмотрели несколько миллионов человек. Второй сезон был показан на трех главных видеоканалах Microsoft: Xbox Live, MSN Video и The Zune Marketplace. Дэй также записала песню и клип под названием Do You Wanna Date My Avatar, в котором изображены актёры сериала, одетые в костюмы своих персонажей в компьютерной игре.
В июле 2008 года Дэй сыграла роль Пенни в веб-мюзикле «Музыкальный блог Доктора Ужасного» (создатель — Джосс Уидон, также снявший «Баффи»). Также Дэй сыграла несколько ролей в эпизодах сериалов, в частности пациента в медицинской драме «Доктор Хаус» и небольшую роль в сериале «Кукольный дом». Дэй сыграла главную роль в телевизионном фильме «Рэд: Охотница на оборотней», производства канала Syfy Universal. Также она сыграла эпизодическую роль в сериале «Сверхъестественное».
11 октября 2011 года вышел сериал Dragon Age: Redemption по мотивам серии игр Dragon Age компании Bioware, в котором Фелиция Дэй сыграла главную роль эльфийской наемницы Таллис, которая выслеживает сбежавшего мага кунари.

## Личная жизнь
У Фелиции есть дочь — Каллеопа Мейв (род. в январе 2017 года).
Фелиция — поклонница компьютерной игры World of Warcraft. Во многом её увлечение игрой привело к созданию сериала «Гильдия».

## YouTube
Фелиция создала свой YouTube-канал 12 марта 2008 года. На нём актриса делится тем, как играет в популярные компьютерные игры. В своём интервью для Audible на платформе YouTube Фелиция Дэй признаётся, что гейминг являлся частью её жизни с 8 лет, когда будущая актриса, сидя рядом с мамой, наблюдала, как та играла в текстовую игру. Первой игрой, в которую Дэй играла самостоятельно, была игра Marble Madness от компании Atari Games.
По состоянию на январь 2024 года YouTube-канал Фелиции приносит от 49 до 393 долларов в месяц с помощью AdSense.

## Фильмография

### Кино
| Год  | Название на русском  | Оригинальное название              | Роль            | Примечания                      |
| ---- | -------------------- | ---------------------------------- | --------------- | ------------------------------- |
| 2001 | —                    | Strings                            | н/д             |                                 |
| 2001 | —                    | A.W.K.                             | Грейс           | короткометражный фильм          |
| 2003 | —                    | Backslide                          | Мэдди           | короткометражный фильм          |
| 2003 | —                    | Delusional                         | н/д             |                                 |
| 2004 | Добейся успеха снова | Bring It On Again                  | Пенелопа        |                                 |
| 2004 | —                    | The Mortician’s Hobby              | Тиффани         | короткометражный фильм          |
| 2004 | —                    | Final Sale                         | Фелиша          | короткометражный фильм          |
| 2005 | —                    | Short Story Time                   | Фелиша          | короткометражный фильм          |
| 2006 | —                    | God’s Waiting List                 | Трикси          |                                 |
| 2007 | —                    | Splitting Hairs                    | милашка         | короткометражный фильм          |
| 2008 | Закат в прериях      | Prairie Fever                      | Блю             | сразу на видео                  |
| 2008 | —                    | Dear Me                            | Пипси           |                                 |
| 2009 | —                    | Alone                              | Аманда Вудс     | короткометражный фильм; озвучка |
| 2010 | —                    | Loki and SageKing Go to GenCon     | злая Фелиша Дэй | короткометражный фильм          |
| 2011 | —                    | Chronicles of Humanity: Descent    | Аманда Вудс     | озвучка                         |
| 2012 | Космоломы            | Rock Jocks                         | Эллисон         |                                 |
| 2014 | Жажда любви          | Lust for Love                      | Мэри            |                                 |
| 2014 | —                    | Werewolves                         | Эленор          | короткометражный фильм          |
| 2015 | —                    | Chronicles of Humanity: Redemption | Аманда Вудс     | озвучка                         |
| 2017 | —                    | We Love You, Sally Carmichael!     | Сара            |                                 |
| 2018 | —                    | Stuck                              | Робин           |                                 |
| 2019 | —                    | Chasing Molly                      | Кейтлин         |                                 |

### Телевидение / Интернет
| Год       | Название на русском                                    | Оригинальное название                           | Роль                          | Примечания                                                             |
| --------- | ------------------------------------------------------ | ----------------------------------------------- | ----------------------------- | ---------------------------------------------------------------------- |
| 2000—2001 | —                                                      | Emeril                                          | Шери                          | 2 эпизода                                                              |
| 2002      | —                                                      | Maybe It’s Me                                   | Куки                          | эпизод: The Crazy-Girl Episode                                         |
| 2002      | Домашний переполох                                     | House Blend                                     | Пэм                           | телефильм                                                              |
| 2002      | Затаённая злоба                                        | They Shoot Divas, Don’t They?                   | девушка по вызову             | телефильм                                                              |
| 2003      | Для людей                                              | For the People                                  | Николь                        | эпизод: Nexus                                                          |
| 2003      | Баффи — истребительница вампиров                       | Buffy the Vampire Slayer                        | Ви                            | 8 эпизодов                                                             |
| 2003      | Неопределившиеся                                       | Undeclared                                      | Шейла                         | эпизод: God Visits                                                     |
| 2004      | Город будущего                                         | Century City                                    | Шерил                         | эпизод: The Haunting                                                   |
| 2004      | Сильное лекарство                                      | Strong Medicine                                 | подруга Джесс                 | эпизод: Positive Results                                               |
| 2004      | —                                                      | One on One                                      | Сара                          | эпизод: We’ll Take Manhattan                                           |
| 2004      | Джун                                                   | June                                            | Джун Мари Джекобс             | телефильм                                                              |
| 2005      | Тёплые источники                                       | Warm Springs                                    | Элоиз Хатчинсон               | телефильм                                                              |
| 2005      | Бумажный детектив: Предвидение убийства                | Mystery Woman: Vision of a Murder               | Эмили Клэр                    | телефильм                                                              |
| 2005      | Детектив Монк                                          | Monk                                            | миссис Хайди Гефски           | эпизод: Mr. Monk Gets Drunk                                            |
| 2006      | Лав Инкорпорейшн                                       | Love, Inc.                                      | Натали                        | эпизод: Hello, Larry                                                   |
| 2006      | Внезапная удача                                        | Windfall                                        | Даниэлль                      | 2 эпизода                                                              |
| 2007—2013 | Гильдия                                                | The Guild                                       | Сид Шерман / Кодекс           | веб-сериал; основная роль                                              |
| 2008      | Музыкальный блог Доктора Ужасного                      | Dr. Horrible’s Sing-Along Blog                  | Пенни                         | веб-сериал; основная роль                                              |
| 2008      | Доктор Хаус                                            | House                                           | Эппл                          | эпизод «Not Cancer»                                                    |
| 2008      | Шоу Джейсона Холла                                     | The Jace Hall Show                              | в роли самой себя             | эпизод: Felicia Day and the Prince of Persia Launch Party              |
| 2008—2010 | —                                                      | The Legend of Neil                              | фея                           | телесериал; основная роль                                              |
| 2009      | Соседи по комнате                                      | Roommates                                       | Алисса                        | 3 эпизода                                                              |
| 2009      | Моя команда                                            | My Boys                                         | Хизер                         | эпизод: Madder of Degrees                                              |
| 2009      | Три реки                                               | Three Rivers                                    | Джени                         | эпизод: A Roll of the Dice                                             |
| 2009      | Обмани меня                                            | Lie to Me                                       | мисс Анджела                  | эпизод: Tractor Man                                                    |
| 2009—2010 | Кукольный дом                                          | Dollhouse                                       | Мег                           | 2 эпизода                                                              |
| 2010      | —                                                      | The Webventures of Justin & Alden               | в роли самой себя             | эпизод: The Streamys                                                   |
| 2010      | Рэд: Охотница на оборотней                             | Red: Werewolf Hunter                            | Вирджиния «Рэд» Салливан      | телефильм                                                              |
| 2010      | —                                                      | The Jeff Lewis 5 Minute Comedy Hour             | офисная работница             | эпизод: Date                                                           |
| 2010      | —                                                      | Lee Mathers                                     | Пейдж                         | телефильм                                                              |
| 2010—2013 | Генератор Рекс                                         | Generator Rex                                   | Энни / девушка в театре       | мультсериал; 3 эпизода; озвучка                                        |
| 2011      | Эпоха дракона: Искупление                              | Dragon Age: Redemption                          | Таллис                        | веб-сериал; основная роль                                              |
| 2011—2012 | Эврика                                                 | Eureka                                          | Холли Мартен                  | 18 эпизодов                                                            |
| 2012      | —                                                      | MyMusic                                         | Горгол                        | эпизод: Invisible!                                                     |
| 2012      | Мужья                                                  | Husbands                                        | сексуальная доставщица пиццы  | 2 эпизода                                                              |
| 2012      | Рыбология                                              | Fish Hooks                                      | Анджела                       | мультсериал; 3 эпизода; озвучка                                        |
| 2012      | —                                                      | The Flog                                        | босс                          | эпизод: Dan Vs. The Boss; мультсериал; озвучка                         |
| 2012      | Дэн против                                             | Dan Vs.                                         | Вайолин                       | эпизод: Bach to the Future: Felicia Day & Tom Lenk                     |
| 2012—2014 | Насыщенные фруктозой приключения Назойливого Апельсина | The High Fructose Adventures of Annoying Orange | разные персонажи              | мультсериал; 29 эпизодов; озвучка                                      |
| 2012—2014 | —                                                      | My Gimpy Life                                   | Фелиша                        | 3 эпизода                                                              |
| 2012—2020 | Сверхъестественное                                     | Supernatural                                    | Чарли Брэдбери                | 11 эпизодов                                                            |
| 2013      | —                                                      | Gamer Nation                                    | в роли самой себя             | эпизод: Web Shows with Felicia Day                                     |
| 2013      | —                                                      | Outlands                                        | 84                            | 6 эпизодов                                                             |
| 2013      | —                                                      | Epic Gaming Time                                | в роли самой себя             | эпизод: Knack                                                          |
| 2014      | —                                                      | Math Bites                                      | любительница лимонного пирога | эпизод: Pi                                                             |
| 2014      | —                                                      | Gigi: Almost American                           | Нэнси                         | эпизод: Cavity Search                                                  |
| 2015      | —                                                      | Critical Role                                   | Лира                          | веб-сериал; 2 эпизода                                                  |
| 2015      | —                                                      | Kittens in a Cage                               | молодая Джозефина             | эпизод: Have Another Muffin, Nancy                                     |
| 2015—2017 | Конмэн                                                 | Con Man                                         | Карен                         | веб-сериал; 6 эпизодов                                                 |
| 2016      | Переломные моменты истории                             | The Crossroads of History                       | Энн                           | 2 эпизода                                                              |
| 2016      | —                                                      | Signal Boost!                                   | продавец                      | эпизод: Plz Can Haz Moar Young Justice?!                               |
| 2016      | Вся правда о медведях                                  | We Bare Bears                                   | Карла                         | эпизод: The Island; мультсериал; озвучка                               |
| 2016      | Библиотекари                                           | The Librarians                                  | Шарлотт                       | эпизод: And the Tears of a Clown                                       |
| 2017      | Будь классным, Скуби-Ду!                               | Be Cool, Scooby-Doo!                            | Вайолет Оберон                | эпизод: Vote Velma; мультсериал; озвучка                               |
| 2017      | Дружба — это чудо                                      | My Little Pony: Friendship Is Magic             | Пеар Баттер                   | эпизод: The Perfect Pear; мультсериал; озвучка                         |
| 2017      | —                                                      | Check Mates/Pirate Gorgeous                     | Франческа                     | эпизод: Check Mates/Pirate Gorgeous; мультсериал; озвучка              |
| 2017—2018 | Время приключений                                      | Adventure Time                                  | разные персонажи              | мультсериал; 8 эпизодов; озвучка                                       |
| 2017—2018 | —                                                      | Stretch Armstrong & the Flex Fighters           | разные персонажи              | мультсериал; 14 эпизодов; озвучка                                      |
| 2017—2018 | Небесная академия                                      | Skylanders Academy                              | Синдер                        | мультсериал; 26 эпизодов; озвучка                                      |
| 2017—2018 | Таинственный театр 3000 года                           | Mystery Science Theater 3000: The Return        | Кинга Форрестер               | телесериал; основная роль                                              |
| 2018      | Майлз с другой планеты                                 | Miles from Tomorrowland                         | Грендел / Хемеран             | эпизод: Grendel’s Moving Castle/The Great Gadfly; мультсериал; озвучка |
| 2018      | Робоцып                                                | Robot Chicken                                   | живчик / Джессика Реббит      | эпизод: Never Forget; мультсериал; озвучка                             |
| 2018—2019 | Волшебники                                             | The Magicians                                   | Поппи                         | 4 эпизода                                                              |
| 2019      | Новичок                                                | The Rookie                                      | доктор Морган                 | эпизод: Free Fall и The Enemy Within                                   |

### Игры
| Год  | Название                        | Роль              | Примечания |
| ---- | ------------------------------- | ----------------- | ---------- |
| 2010 | Rock of the Dead                | Мэри Бет          |            |
| 2010 | Fallout: New Vegas              | Вероника          |            |
| 2011 | Dragon Age II                   | Таллис            |            |
| 2012 | Guild Wars 2                    | Зожжа             |            |
| 2014 | Family Guy: The Quest for Stuff | в роли самой себя |            |
| 2015 | Guild Wars 2: Heart of Thorns   | Зожжа             |            |
| 2016 | Con Man: The Game               | Карен             |            |
| 2016 | Masquerada: Songs and Shadows   | Орлана Корвейл    |            |
| 2018 | Monster Prom                    | Вайолет           |            |

## Награды
В сентябре 2008 года, австралийский журнал TV Week включил Фелицию Дэй в свой список «10 лучших создателей веб-видео».
На церемонии Streamy Awards в Лос-Анджелесе 28 марта 2009 года актриса получила награду «За лучшую женскую роль в комедии» за исполнение роли главной героини Сид Шерман в веб-сериале «Гильдия». Она же получила эту же награду в 2010 году. Актриса также была признана за свою работу в независимом веб-мюзикле «Музыкальный блог Доктора Ужасного» в 2009 году.
В июне 2018 года она получила премию «Behind the Voice Actors» в номинации «Лучшее женское вокальное исполнение в телесериале в роли гостя» за роль Пеар Баттер в эпизоде My Little Pony: Дружба — это чудо «Идеальная пара».